# Xisaishan
Xisaishan är ett stadsdistrikt i Huangshis stad på prefekturnivå i Hubei-provinsen i centrala Kina. Den ligger omkring 90 kilometer sydost om provinshuvudstaden Wuhan.